# Тайн-Уирское дерби
Тайн-Уирское дерби (англ. Tyne–Wear derby), также известное как Северо-восточное дерби (англ. North East derby) — футбольное соперничество между клубами «Сандерленд» и «Ньюкасл Юнайтед». Оба клуба располагаются в графстве Тайн-энд-Уир (регион Северо-Восточная Англия), расстояние между Сандерлендом и Ньюкаслом составляет всего двенадцать миль. «Сандерленд» свои домашние матчи проводит на стадионе «Стэдиум оф Лайт», а «Ньюкасл» выступает на «Сент-Джеймс Парк».
Впервые клубы сыграли между собой в 1883 году (это была товарищеская игра). Первый официальный матч между командами прошёл в 1888 году: это была игра в рамках Кубка Англии, в которой «Сандерленд» одержал победу со счётом 2:1.
К настоящему моменту «Ньюкасл Юнайтед» одержал в дерби 53 победы, «Сандерленд» — тоже 53 победы, и 49 раз команды сыграли вничью, одну из которых «Сандерленд» выиграл в серии послематчевых пенальти.

## История

### Истоки противостояния
Истоки противостояния клубов идут из соперничества Сандерленда и Ньюкасла времён английской революции. Карл I регулярно даровал права на торговлю углём на востоке Англии торговцам из Ньюкасла, оставляя торговцев из Уирсайда «не у дел». Поэтому, когда в 1642 году началась гражданская война, Ньюкасл был на стороне роялистов, а Сандерленд, недовольный торговыми диспропорциями, поддержал парламентаристов. Конфликт достиг кульминации в марте 1644 года в ходе сражения при Болдон-Хилл, в котором армия лоялистов из Ньюкасла и графства Дарем была разбита армией ковенантеров и антимонархистов из Шотландии, к которым примкнула армия Сандерленда. После этого Ньюкасл был заселён шотландцами и использовался в качестве военной базы республиканцев до окончания войны.
Впоследствии противостояние двух городов проявилось во время якобитских восстаний, когда Ньюкасл поддержал Ганноверскую династию с королём Георгом, а Сандерленд был на стороне Стюартов.

### Футбольное соперничество

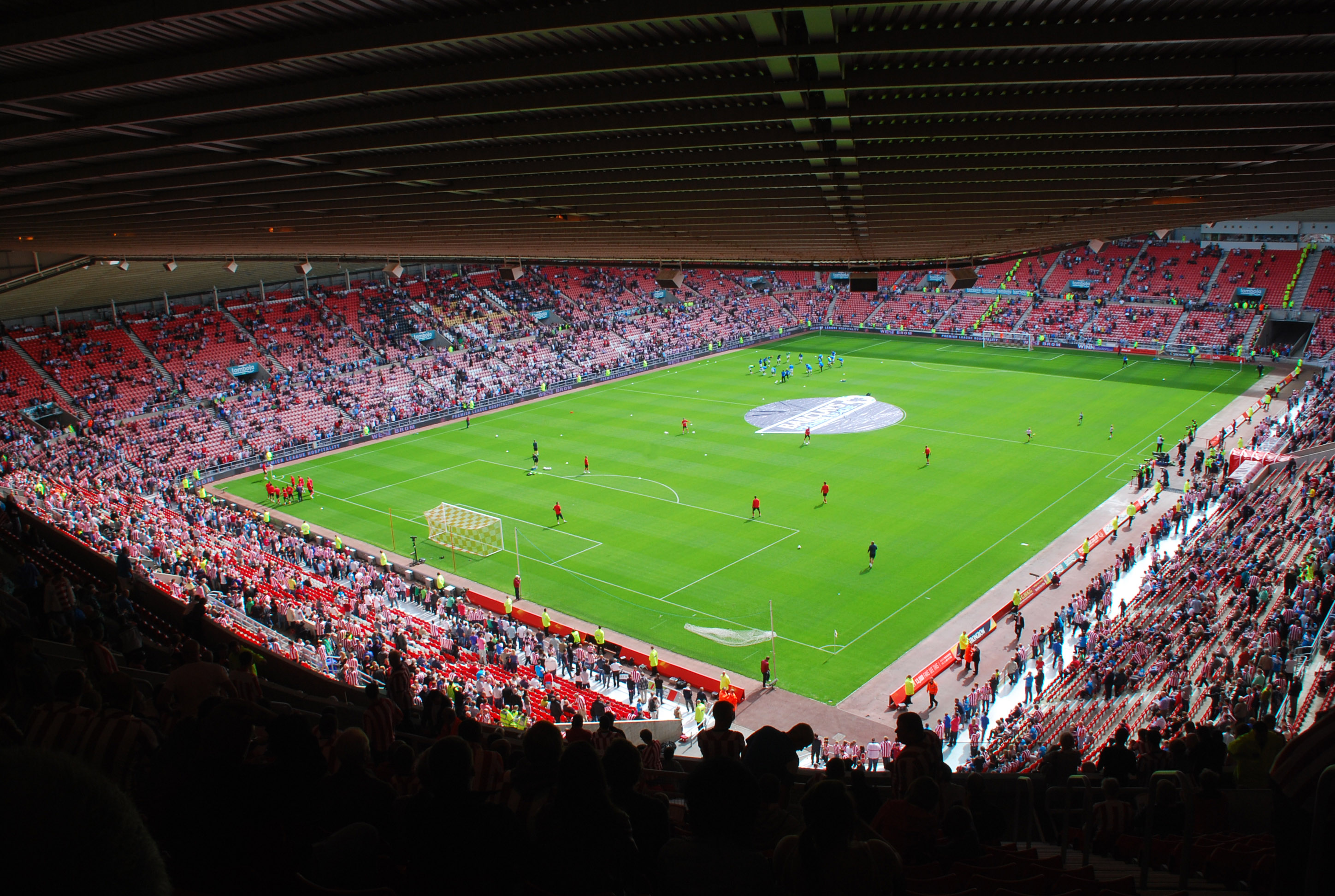
Футболисты проводят предматчевую разминку на «Стэдиум оф Лайт» перед Тайн-Уирским дерби

До начала XX века главными соперниками двух клубов были другие команды внутри их городов. В Ньюкасле в 1880-е годы было два клуба, «Ньюкасл Уэст Энд» и «Ньюкасл Ист Энд»; их соперничество завершилось в 1892 году после банкротства «Уэст Энд» и образования единого клуба «Ньюкасл Юнайтед». Для «Сандерленда» таким соперником был клуб «Сандерленд Альбион», основанный в 1888 году, но просуществовавший только четыре года.
В 1883 году «Ньюкасл Ист Энд» и «Сандерленд» встретились в товарищеском матче, а в 10 ноября 1888 года прошла первая официальная игра между клубами — это был матч третьего квалификационного раунда Кубка Англии. Победу в нём со счётом 2:0 одержал «Сандерленд».
В 1898 году состоялась первая встреча команд в рамках чемпионата (в ряде источников эта игра считается первым «настоящим» Тайн-Уирским дерби). Матч прошёл на «Рокер Парк» 24 ноября. Победу в нём со счётом 3:2 одержал «Ньюкасл» благодаря «дублю» Джека Педди.
В сезоне 1900/01 матч Первого дивизиона между «Ньюкасл Юнайтед» и «Сандерлендом» должен был пройти в Великую пятницу 1901 года, однако его отменили, так как к «Сент-Джеймс Парк» пришло более 120 000 болельщиков при том, что стадион вмещал только 30 000 зрителей. Новости об отмене матча были встречены пришедшими болельщиками с негодованием, что вылилось в массовые беспорядки; были и пострадавшие. Это дерби привлекало множество зрителей, многие из которых забирались на крыши домов и деревья рядом со стадионами, чтобы посмотреть на игру, однако соперничество в целом не было ожесточённым в первой половине XX века.
5 декабря 1908 года «Сандерленд» разгромил «Ньюкасл Юнайтед» на «Сент-Джеймс Парк» со счётом 9:1. Несмотря на этот результат, «Ньюкасл» в том сезоне стал чемпионом Англии, опередив на 9 очков «Сандерленд», который завершил чемпионат на 3-м месте. В этой игре установлен самый крупный счёт и самая крупная победа в истории Тайн-Уирского дерби, а также самая крупная победа «Сандерленда» на выезде в истории клуба и самое крупное поражение «Ньюкасла» в домашних матчах чемпионата. Самая крупная победа «Ньюкасла» над «Сандерлендом» со счётом 6:1 была зафиксирована дважды: в 1920 году дома и в 1955 году на выезде.
В сезоне 1926/27 «Сандерленд» выиграл матч на своём стадионе со счётом 2:0, но в ответной игре на «Сент-Джеймс Парк» «Ньюкасл Юнайтед» обыграл «Сандерленд» с минимальным счётом (единственный гол забил Хью Галлахер) и закрепил за собой лидерство в турнирной таблице Первого дивизиона. В итоге «Ньюкасл» стал чемпионом, а «Сандерленд» занял 3-е место.
3 марта 1956 года в рамках шестого раунда Кубка Англии «Ньюкасл Юнайтед», который был действующим обладателем трофея, принял на своём поле «Сандерленд». Гости одержали победу со счётом 2:0, выбив своих соперников из Кубка, а радостные гостевые болельщики после финального свистка массово выбежали на поле «Сент-Джеймс Парк». 
В 1979 году «Сандерленд» победил «Ньюкасл Юнайтед» со счётом 4:1, а Гари Роуэлл сделал хет-трик. 1 января 1985 года нападающий «Ньюкасла» Питер Бирдсли сделал хет-трик в ворота «Сандерленда», гарантировав своей команде победу со счётом 3:1.

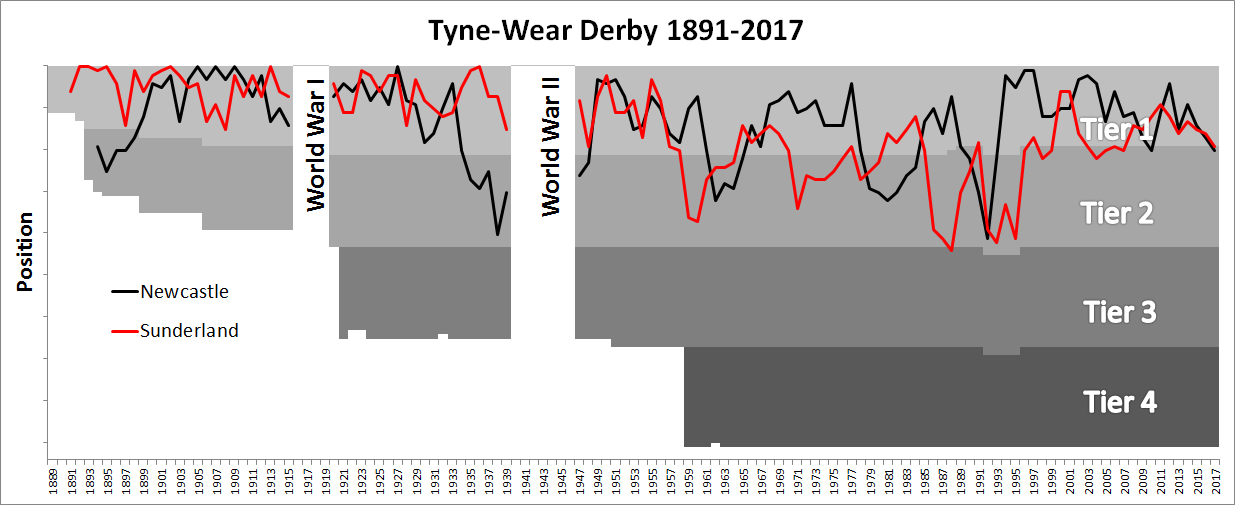
Сравнение мест, которые оба клуба занимали с 1891 по 2017 годы

В 1990 году команды встретились в полуфинальных матчах плей-офф Второго дивизиона, которые в прессе назвали «величайшим Тайн-Уирским дерби в истории». Первая игра на «Рокер Парк» завершилась безголевой ничьей, причём игрок «Сандерленда» не реализовал пенальти в том матче. В ответном матче на «Сент-Джеймс Парк» победу со счётом 2:0 одержал «Сандерленд». Ближе к концу встречи на футбольное поле стали выбегать болельщики «Ньюкасла» в надежде, что это приведёт к остановке игры и назначению переигровки. Однако после того, как болельщиков удалось убрать с поля, судья возобновил игру, и «Сандерленд» одержал победу. Этот результат вывел команду в финал плей-офф, в котором на стадионе «Уэмбли» «Сандерленд» проиграл клубу «Суиндон Таун». Несмотря на это поражение, «Сандерленд» вышел в Первый дивизион вместо «Суиндона», лишённого этого права из-за финансовых нарушений.
25 августа 1999 года в Тайн-Уирском дерби на «Сент-Джеймс Парк» главный тренер «Ньюкасла» Руд Гуллит посадил двух ведущих бомбардиров команды, Алана Ширера и Данкана Фергюсона, на скамейку запасных. «Сандерленд» одержал в этой игре победу со счётом 2:1 благодаря голам Кевина Филлипса и Нилла Куинна. Всё это вызвало негативную реакцию болельщиков «Ньюкасла», и через три дня Гуллит подал в отставку с поста главного тренера «сорок». Год спустя «Сандерленд» вновь обыграл «Ньюкасл» на выезде со счётом 2:1, причём в том матче вратарь «чёрных котов» Томас Сёренсен взял удар Ширера с пенальти.
В Тайн-Уирском дерби 17 апреля 2006 года «Ньюкасл» проигрывал после первого тайма со счётом 1:0, но во втором тайме забил четыре мяча, обеспечив себе победу со счётом 4:1 на «Стэдиум оф Лайт». Один из авторов голов «Ньюкасла» в той игре, Майкл Чопра, в 2007 году перешёл в «Ньюкасл» и сыграл в трёх Тайн-Уирских дерби против своей бывшей команды.
25 октября 2008 года «Сандерленд» обыграл «Ньюкасл Юнайтед» со счётом 2:1 на «Стэдиум оф Лайт»; победный гол забил Киран Ричардсон. Это была первая победа «чёрных котов» в дерби на их домашнем стадионе за 28 лет.
31 октября 2010 года «Ньюкасл» обыграл «Сандерленд» со счётом 5:1. «Сандерленд» более часа играл вдесятером (на 53-й минуте за фол против Энди Кэрролла был удалён экс-игрок «Ньюкасла» Тайтус Брамбл). В составе «Ньюкасла» хет-триком отметился капитан Кевин Нолан.
14 апреля 2013 года «Сандерленд» обыграл «Ньюкасл» со счётом 3:0 на «Сент-Джеймс Парк». Это была первая выездная победа «Сандерленда» в дерби за 13 лет. На матче присутствовали 52 355 человек, 2000 из них находилось в гостевом секторе «Сандерленда» (в их числе был полузащитник «чёрных котов» Крейг Гарднер, который не мог принять участие в игре из-за дисквалификации).
В сезоне 2013/14 «Сандерленд» сделал «дубль» в Тайн-Уирском дерби (выиграл оба матча против «Ньюкасла») впервые с сезона 1966/67, и впервые с 1923 года выиграл три Тайн-Уирских дерби подряд. 21 декабря 2014 года в дерби на «Сент-Джеймс Парк» Адам Джонсон забил гол на 90-й минуте, обеспечив «чёрным котам» победу со счётом 1:0. Это была четвёртая подряд победа «Сандерленда» в дерби против «Ньюкасла». 5 апреля 2015 года на «Стэдиум оф Лайт» «Сандерленд» одержал пятую подряд победу в дерби благодаря голу Джермейна Дефо с 22 ярдов. 25 октября 2015 года «чёрные коты» одержали рекордную шестую подряд победу в Тайн-Уирском дерби, обыграв «сорок» со счётом 3:0.

## Хулиганство и насилие
Тайн-Уирское дерби, как и большинство других ожесточённых футбольных противостояний, проявляется, в том числе, в форме футбольного хулиганства. В 1990 году в ответном полуфинальном матче плей-офф за право выхода в Первый дивизион «Сандерленд» выигрывал со счётом 2:0, после чего группа болельщиков «Ньюкасла» выбежала на поле в надежде, что матч будет остановлен, а его результат отменён. Их задумка не увенчалась успехом: после того, как посторонние люди были удалены с поля, матч был возобновлён, а победа «Сандерленда» со счётом 2:0 попала в официальный протокол матча.
В 2001 году после Тайн-Уирского дерби прошло 160 арестов.
В 2008 году, после победы «Сандерленда» в дерби (первой за 28 лет на домашнем стадионе «чёрных котов»), часть болельщиков «Сандерленда» выбежала на поле, начались стычки с болельщиками «Ньюкасла» (однако их быстро пресекли полицейские). Также в игрока «Ньюкасла» Джои Бартона во время его разминки с трибун швыряли предметы. Главный тренер «Сандерленда» Рой Кин так прокомментировал ситуацию:
Я уверен, что ФА рассмотрит это. Футбол это эмоциональная игра (…) Но вы должны наслаждаться ей. Если вы полагаете, что я собираюсь критиковать болельщиков этого клуба, вы ошибаетесь. У клуба фантастическая поддержка (…) Я не утверждаю, что это [такое поведение болельщиков] приемлемо, но у нас есть служба безопасности и полиция, чтобы заботиться о таких вещах.Рой Кин
16 января 2011 года в Тайн-Уирском дерби в рамках Премьер-лиги 17-летний болельщик «Сандерленда» выбежал на поле «Стэдиум оф Лайт» и толкнул вратаря «Ньюкасла» Стива Харпера. Также после финального свистка некоторые болельщики двух клубов вырывали сиденья со стадиона и швыряли их в соперников. После игры по обвинению в совершении хулиганских действий было арестовано 24 человека.
14 апреля 2013 года большие группы болельщиков «Ньюкасла» участвовали в нарушениях общественного порядка на улицах города Ньюкасл-апон-Тайн после поражения от «Сандерленда» со счётом 3:0 на «Сент-Джеймс Парк». Разгневанные после поражения своей команды, болельщики «Ньюкасла» пытались прорваться к болельщикам «Сандерленда», которых сопровождала полиция. Это вылилось в стычки с полицией, включая швыряние бутылок в полицейских. В ходе беспорядков пострадало четверо офицеров полиции, 29 человек было арестовано. Один из хулиганов атаковал полицейскую лошадь, нанеся ей удар в морду. Несмотря на атаку злоумышленника, лошадь по кличке Бад серьёзно не пострадала. К концу мая 2013 года по подозрению в участию в этих беспорядках были арестованы ещё 77 человек, доведя общее число арестованных до 106 человек.
После Тайн-Уирского дерби в марте 2016 года полиция арестовала 20 человек по обвинению в нарушении общественного порядка, включая болельщика «Ньюкасла», выбежавшего на футбольное поле, чтобы отпраздновать гол, забитый Александаром Митровичем.

## Статистика очных встреч
| Турнир       | Победы «Ньюкасла» | Победы «Сандерленда» | Ничейные результаты | Голы «Ньюкасла» | Голы «Сандерленда» |
| ------------ | ----------------- | -------------------- | ------------------- | --------------- | ------------------ |
| Лига         | 51                | 49                   | 43                  | 210             | 209                |
| Кубок Англии | 2                 | 3                    | 3                   | 8               | 11                 |
| Кубок лиги   | 0                 | 0                    | 2                   | 4               | 4                  |
| Плей-офф     | 0                 | 1                    | 1                   | 0               | 2                  |
| Итого        | 53                | 53                   | 49                  | 222             | 226                |

## Статистика и рекорды

### «Дубли» в Тайн-Уирском дерби
«Дублями» в дерби считаются две победы над соперником в течение одного сезона (дома и на выезде). «Ньюкасл Юнайтед» совершал такой «дубль» в девяти сезонах (последний раз — в сезоне 2005/06), а «Сандерленд» — в семи сезонах (последний раз — в сезоне 2014/15).

#### «Дубли» «Ньюкасл Юнайтед»
| Сезон   | Дома | На выезде |
| ------- | ---- | --------- |
| 1909/10 | 1:0  | 2:0       |
| 1911/12 | 3:1  | 2:1       |
| 1913/14 | 2:1  | 2:1       |
| 1920/21 | 6:1  | 2:0       |
| 1955/56 | 3:1  | 6:1       |
| 1956/57 | 6:2  | 2:1       |
| 1992/93 | 1:0  | 2:1       |
| 2002/03 | 2:0  | 1:0       |
| 2005/06 | 3:2  | 4:1       |

#### «Дубли» «Сандерленда»
| Сезон   | Дома | На выезде |
| ------- | ---- | --------- |
| 1904/05 | 3:1  | 3:1       |
| 1919/20 | 2:0  | 3:2       |
| 1923/24 | 3:2  | 2:0       |
| 1954/55 | 4:2  | 2:1       |
| 1966/67 | 3:0  | 3:0       |
| 2013/14 | 2:1  | 3:0       |
| 2014/15 | 1:0  | 1:0       |

### Самые крупные победы
Сандерленд
- 9:1 (на выезде), 5 декабря 1908 года

Ньюкасл Юнайтед
- 6:1 (дома), 9 октября 1920 года
- 6:1 (на выезде), 26 декабря 1955 года

### Самая длинная победная серия
Сандерленд
- 6 матчей, с 14 апреля 2013 по 25 октября 2015 года

Ньюкасл Юнайтед
- 5 матчей, с 24 февраля 2002 года по 17 апреля 2006 года

### Самая длинная серия ничейных результатов
4 матча, с 8 апреля 1985 по 13 мая 1990 года

### Наибольшее количество матчей в Тайн-Уирском дерби
| Клуб            | Игрок          | Лига | Кубок | Итого |
| --------------- | -------------- | ---- | ----- | ----- |
| Сандерленд      | Джордж Холли   | 17   | 5     | 22    |
| Ньюкасл Юнайтед | Джимми Лоуренс | 22   | 5     | 27    |

### Наибольшее количество голов в Тайн-Уирском дерби
| Клуб            | Игрок         | Лига | Кубок | Итого |
| --------------- | ------------- | ---- | ----- | ----- |
| Сандерленд      | Джордж Холли  | 13   | 2     | 15    |
| Ньюкасл Юнайтед | Джеки Милберн | 9    | 2     | 11    |